# Vetlanda
Vetlanda é uma pequena cidade sueca da província histórica da Småland.
É a sede do município de Vetlanda, no sudeste do condado de Jönköping.
Tem uma área de 1 103 km2 e uma população de 13 731 habitantes.
Está situada a 65 km a sudeste da cidade de Jönköping.

## Economia
Vetlanda é uma velha ”cidade da indústria da madeira”. Hoje em dia a sua economia está dominada pela empresa ”Sapa” (perfis de alumínio) e pela ”Elitfönster” (janelas modernas).

- Sapa (fábrica de perfis de alumínio)
- Elitfönster (fábrica de janelas)
- Myresjöhus (empresa construtora de casas)

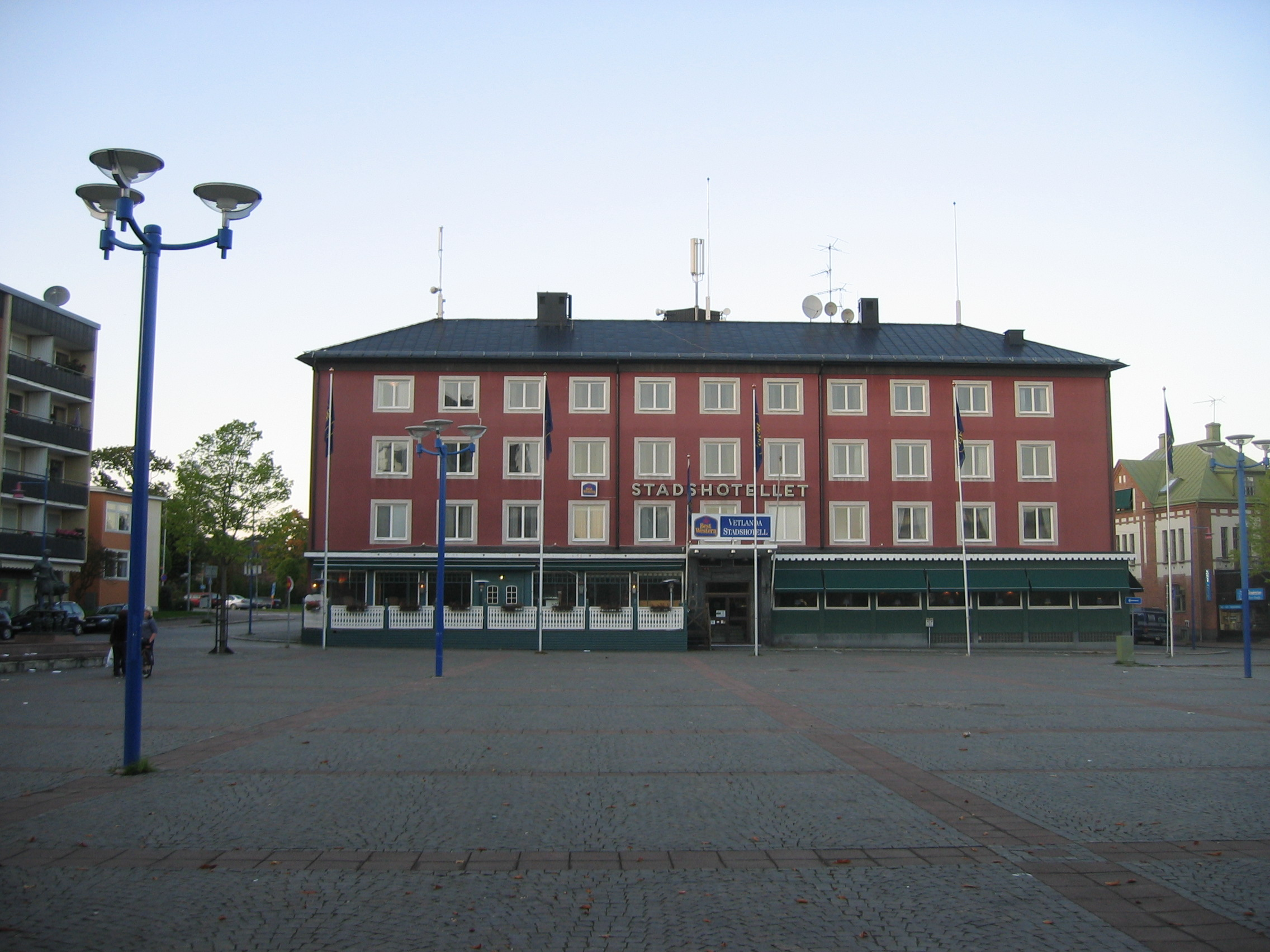
O Hotel da Cidade (’’Stadshotellet’’) no centro da cidade
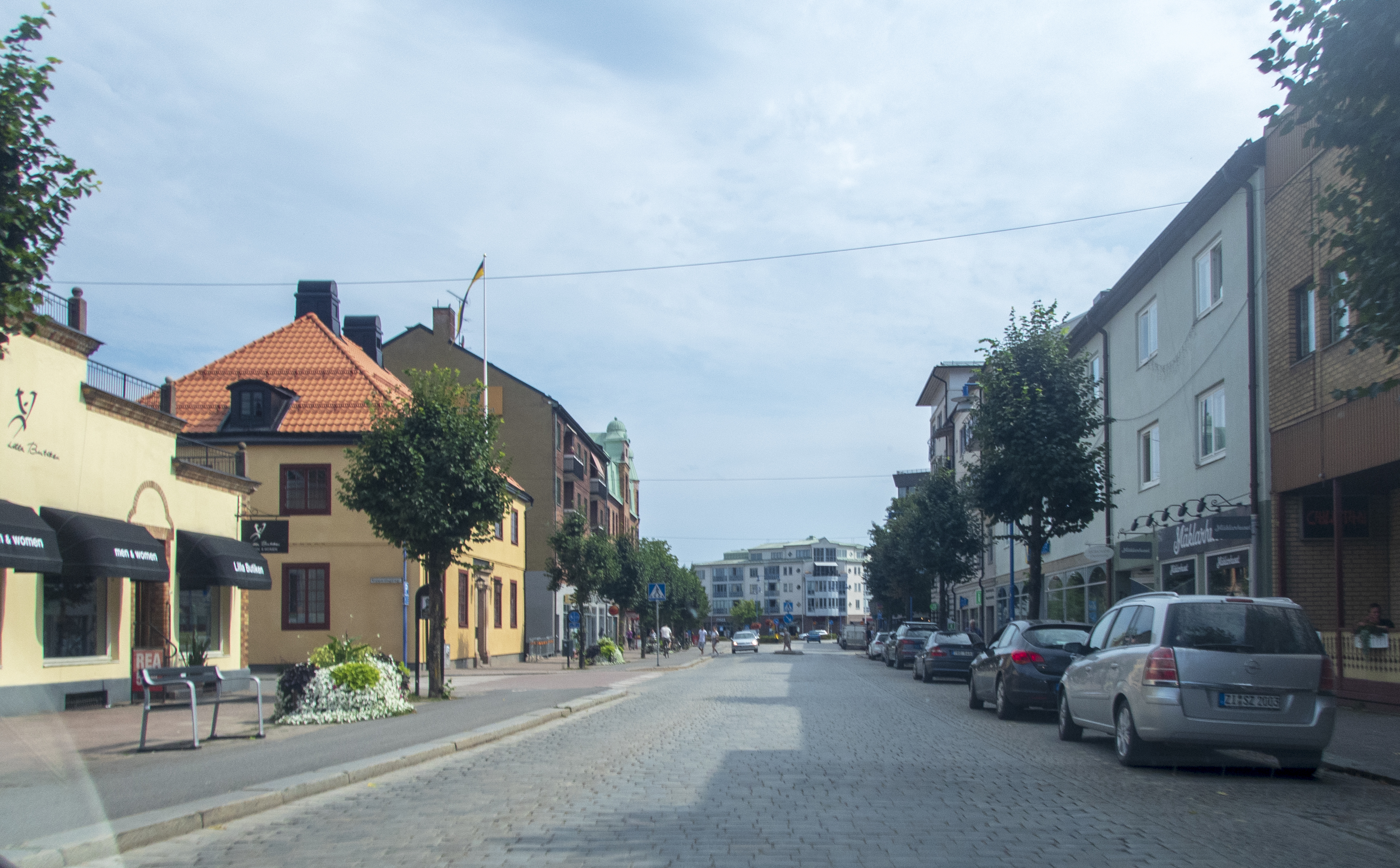
A rua ’’Storgatan’’